# Bactrocera oleae
Bactrocera oleae, conocida comúnmente como la mosca del olivo, es una especie de díptero de la familia Tephritidae. Sus larvas se alimentan de la pulpa del fruto del olivo, las aceitunas, de ahí su nombre vulgar. Su distribución coincide con la del olivo, se encuentra en el norte, sur y este de África, Islas Canarias, India, Asia Occidental y Europa mediterránea.  En el hemisferio occidental solo se encuentra actualmente en California. 
Se le considera como la plaga más problemática que tiene el cultivo del olivo

## Difusión e importancia
Esta especie está asociada a las plantas del género Olea y en particular al olivo. Está presente en toda la zona del Mediterráneo y en Sudáfrica. Se le considera como la plaga más importante del cultivo del olivo en las regiones en la que está presente, llegando a condicionar la cantidad y calidad de la mayoría de las zonas de cultivo. 
La incidencia de sus ataques tienden a acentuarse en las zonas más húmedas y frescas, con una gran variabilidad según la variedad cultivada, es menos pronunciada en las zonas con veranos calurosos y secos.

## Morfología

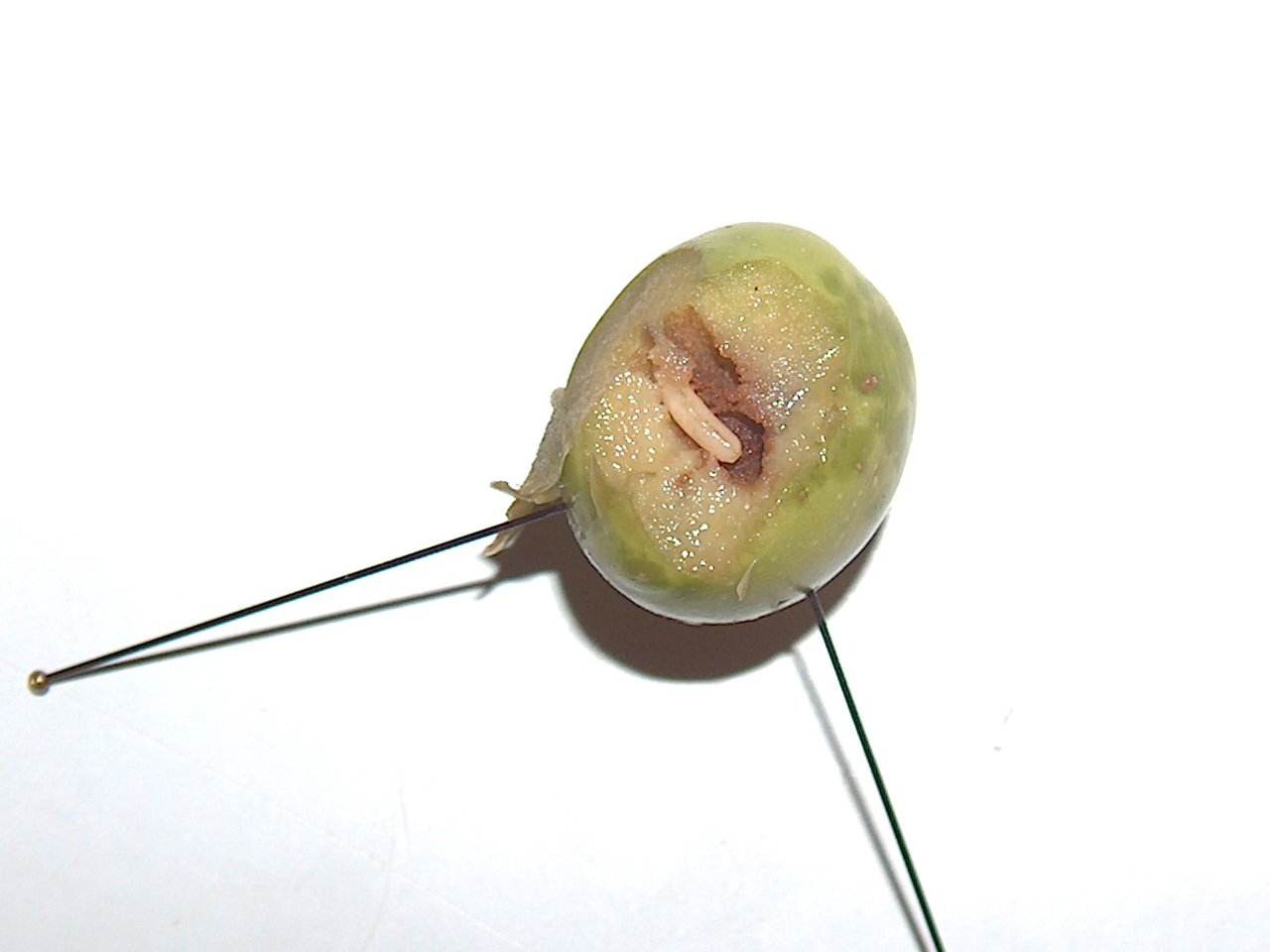
Larva en su tercer estadio en una aceituna.

El huevo tiene una longitud de entre 0,7 y 1,2 mm, es alargado, ligeramente aplanado en la base, con un pequeño tubérculo de color blanquecino, importante para la respiración del embrión.
La larva es ápoda de forma cónico-cilíndrica. En su desarrollo pasa por tres estadios. La larva madura mide entre 6 y 7 mm, es de color blanco amarillento, alargada.
La fase de pupa la desarrolla dentro del pupario que es una cápsula elíptica formada por la transformación del exuvio de la última muda de la larva. El pupario tiene forma elíptica y una longitud de 3,5 a 4,5 mm, su color es variable del blanco crema al amarillo rojizo. 

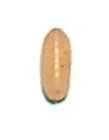
Pupario.

Los adultos miden entre 4 y 5 mm de longitud. En España se distinguen fácilmente de otros tefrítidos por la característica mancha negra en el ápice del ala y la extensión de la célula anal, estrecha y alargada. 
El insecto adulto presenta una coloración pardo rojiza o anaranjada sobre la que destacan una serie de placas de color negro.
Tiene las alas transparentes e irisadas, y el borde posterior del tórax es de color amarillo.

## Ciclo biológico

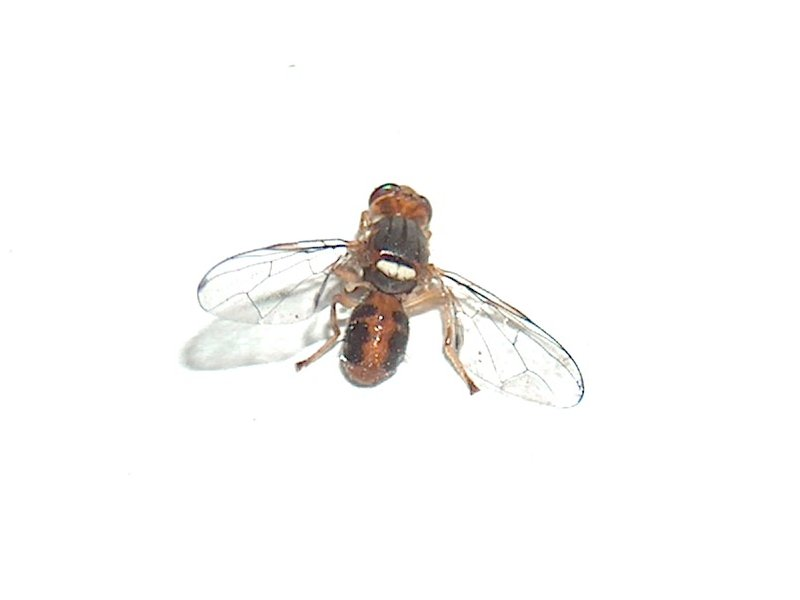
Macho adulto.

Las hembras ponen sus huevos a partir de que la aceituna tiene un diámetro de 7-8 mm. La oviposición la realiza perforando con su oviscapto la piel de la aceituna, poniendo un solo huevo debajo de ella en cada aceituna. La incisión que realiza tiene una característica forma triangular debido a un efecto óptico. Las picaduras nuevas tienen una coloración verde oscuro, mientras que las picaduras más antiguas tienen un color marrón-amarillento, como resultado de la cicatrización de la herida.
La eclosión del huevo tiene lugar en un período que varía entre 2 o 3 días en verano y hasta 10 en otoño. La larva neonata excava inicialmente una galería superficial, pero enseguida profundiza en la pulpa hasta llegar al hueso, al que no puede dañar. Durante el desarrollo larvario se producen dos mudas con el consiguiente incremento del tamaño de la larva.

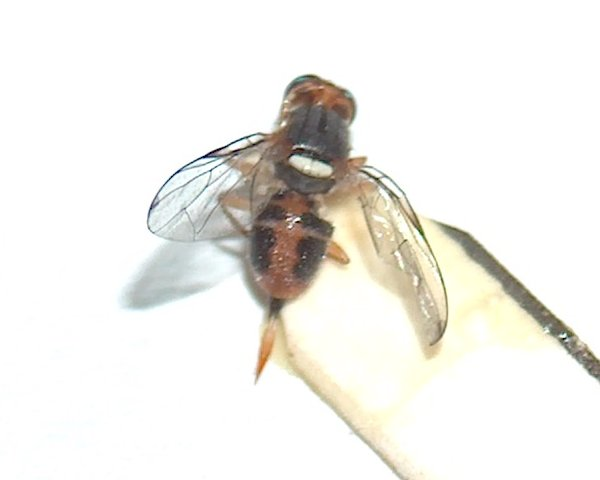
Hembra adulta.

Cuando la larva se aproxima a la tercera muda se acerca a la superficie de la aceituna y prepara la zona por donde saldrá y se dejará caer al suelo. Para ello roe la pulpa por la zona donde saldrá dejando solo la fina capa de la epidermis. En esta etapa, la aceituna muestra claramente los daños ya que la zona que ha roído debajo de la superficie es más oscura y destaca del resto de la aceituna que suele estar verde todavía. La pupa permanece en reposo por debajo de la epidermis, en la zona donde ha preparado su salida, protegida por el pupario formado por la exuvia de la larva madura.
Cuando la pupa se transforma en adulto, rompe el pupario saliendo de él. Presionando rompe la fina capa de epidermis que dejó y sale del fruto. A final de otoño y en invierno, el comportamiento cambia: la larva madura sale de la aceituna y se deja caer al terreno donde se transformará en pupa, y pasará así la época fría hasta la siguiente primavera.
Los adultos se alimentan principalmente de sustancias azucaradas como melazas naturales y otras sustancias. Como esta dieta es pobre en proteínas, también se sienten atraídas por materiales proteicos y que emiten sustancias nitrogenadas volátiles ya que con ellos completan su dieta. Un ejemplo son los excrementos de aves y otros animales. Este hábito es importante porque puede utilizarse en los programas de control y vigilancia mediante atrayentes a base de proteínas hidrolizadas y sales de amonio.

## Necesidades ambientales

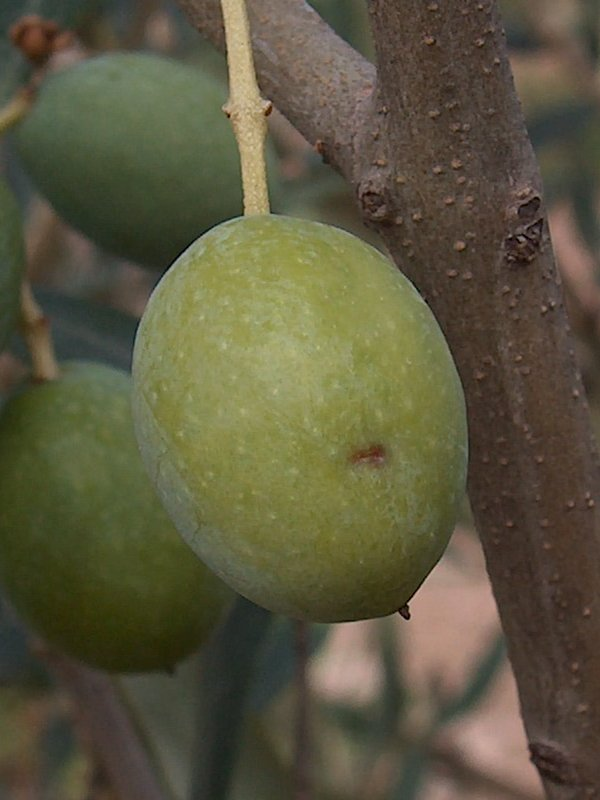
Punción reciente de oviposición en aceituna.

La duración del ciclo biológico está estrechamente relacionado con las condiciones ambientales, en particular con el clima y las características de la aceituna. El conocimiento de estos parámetros, conjuntamente con la monitorización de sus poblaciones es necesario para actuar eficazmente en los programas de lucha integrada.
El clima influye en el ciclo, sobre todo la temperatura y en menor medida la humedad. La duración aproximada de cada una de las fases se expresa en la siguiente tabla:
| Fase   | Duración en primavera-verano | Duración en otoño-invierno       |
| ------ | ---------------------------- | -------------------------------- |
| Huevo  | 2-3 días                     | 10 días (otoño)                  |
| Larva  | 10-13 días                   | 20 días o más                    |
| Pupa   | 10 días                      | Más de 4 meses (pupa invernante) |
| Adulto | Incluso varios meses         | No inverna como adulto           |

La duración de la fase juvenil varía entre un mínimo de 20 días a un máximo de 5 meses en la generación invernante. 
La temperatura tiene un papel importante en su vitalidad y ritmo de reproducción. Temperaturas superiores a 30 °C provocan la reabsorción de los folículos ováricos reduciendo la fecundidad de las hembras: una hembra, deposita una media de 2 a 4 huevos el día en pleno verano, mientras que en otoño pone de 10 a 20. Temperaturas persistentes por encima de 32 °C durante varias horas al día provocan una mortalidad superior al 80% de los huevos y de larvas del primer instar. 
Las bajas temperaturas tienen efecto en el desarrollo de este insecto, temperaturas por debajo de 0 °C impiden la viabilidad de este insecto. Dadas las condiciones habituales en las zonas de cultivo del olivo, se deduce que las bajas temperaturas interfieren en la dinámica poblacional de esta especie solo en las zonas olivareras más septentrionales donde los inviernos son particularmente rigurosos.
En general se puede decir que el rango de temperaturas óptimas para el desarrollo de esta especie está entre los 20 y 30 °C unidas a un ambiente húmedo, tanto para la oviposición como para el desarrollo larvario.
El segundo factor ambiental que incide en los ataques son las características intrínsecas de la oliva y del estado fenológico del árbol. La hembra recibe estímulos sensoriales que denotan el grado de receptividad de la aceituna, esto les permite elegir la aceituna adecuada para la puesta del huevo y el desarrollo de la larva: antes de la oviposición la hembra "comprueba" el tamaño, el color, el olor y parece ser que también la presencia de ciertas bacterias. En pleno verano son frecuentes las picaduras estériles, provocadas por la hembra para comprobar la receptividad de la oliva. La etología de la mosca es un aspecto al cual se le está prestando mucha atención en los últimos años para estudiar los métodos de lucha preventiva basados en el uso de productos repelente como productos cúpricos, caolín etc.
El desarrollo de la larva está condicionado por la consistencia de la pulpa y sobre todo por el tamaño de la drupa. En las aceitunas de mesa (normalmente más gruesas), de hecho, la mortalidad es menor en verano, porque la larva puede escapar del efecto letal de las altas temperaturas desplazándose a mayor profundidad. La consistencia de la pulpa es un carácter intrínseco a la variedad de olivo, por ello existen diferencias significativas en la intensidad de los ataques según sea la variedad de olivo cultivada.

## Dinámica poblacional

Dinámina poblacional de adultos de B. oleae.

A diferencia de otras especies, las distintas generaciones de Bactrocera oleae no muestran diferencias en cuanto a la duración de la oviposición o la longevidad de los adultos. Durante un año se producen por lo general de 3 a 5 generaciones, pero en muchos años puede tener lugar una sexta generación, que se desarrolla en primavera sobre las aceitunas que no se recolectaron y quedaron en el árbol.
El tamaño de la población varía en el transcurso del año, pero hay dos picos: uno en la mitad de la primavera, que corresponde con la emergencia de los adultos de la generación invernante, la segunda, más intensa, a principios de otoño, que es cuando las aceitunas están en su mayor grado de receptividad y las temperaturas han descendido y aumenta la humedad ambiental. En España estos picos de población se producen generalmente durante los meses de abril-mayo y septiembre-octubre.

## Factores que predisponen a sus ataques
La predisposición a los ataques de la mosca se debe a diversos factores, tanto intrínsecos como extrínsecos. El principal es la climatología (temperatura y humedad), por eso la incidencia de la plaga de un año a otro puede variar bastante. Sin embargo, no deben pasarse por alto otros factores de naturaleza genética o agronómica.
Las condiciones climáticas ideales para el desarrollo de la mosca y por tanto sus ataques son:
- Temperaturas moderadas no superiores a 32-34 °C.
- Clima húmedo.
- Variedades de olivo precoces.
- Variedades para mesa o de doble aptitud (mesa y aceite).
- Cultivo de regadío.

Debido a estos factores, la incidencia de la mosca aumenta del sur al norte y de las regiones costeras a las interiores. En cuanto a la temporada, en principio, los ataques de verano suelen ser moderados excepto en los climas más frescos o las variedades más sensibles. Los picos de ataque se suelen producir a partir de septiembre y hasta los primeros fríos, especialmente con un clima húmedo.
Otro factor aparentemente curioso es la relación con la alternancia o vecería en la producción, fenómeno al que el olivo, sobre todo de secano, es muy propenso. En general, los ataques de mosca son más intensos en los años de baja producción y menores en los de producción elevada. Las razones de este comportamiento son en parte agronómicas y en parte biológicas. 
Los años de baja producción suelen ir precedidos de otros de alta producción del cual suele quedar en el árbol bastante aceituna sin recolectar, aceitunas sobre las que los adultos que emergen tras el periodo invernal hacen sus puestas y favorecen el aumento de poblaciones. Si ese año de poca producción el ataque es elevado muchas de las aceitunas caerán prematuramente al suelo y por tanto quedarán menos en el árbol a la campaña siguiente por lo que al siguiente año, los ataques volverán a ser menores.

## Entomología aplicada

### Daños

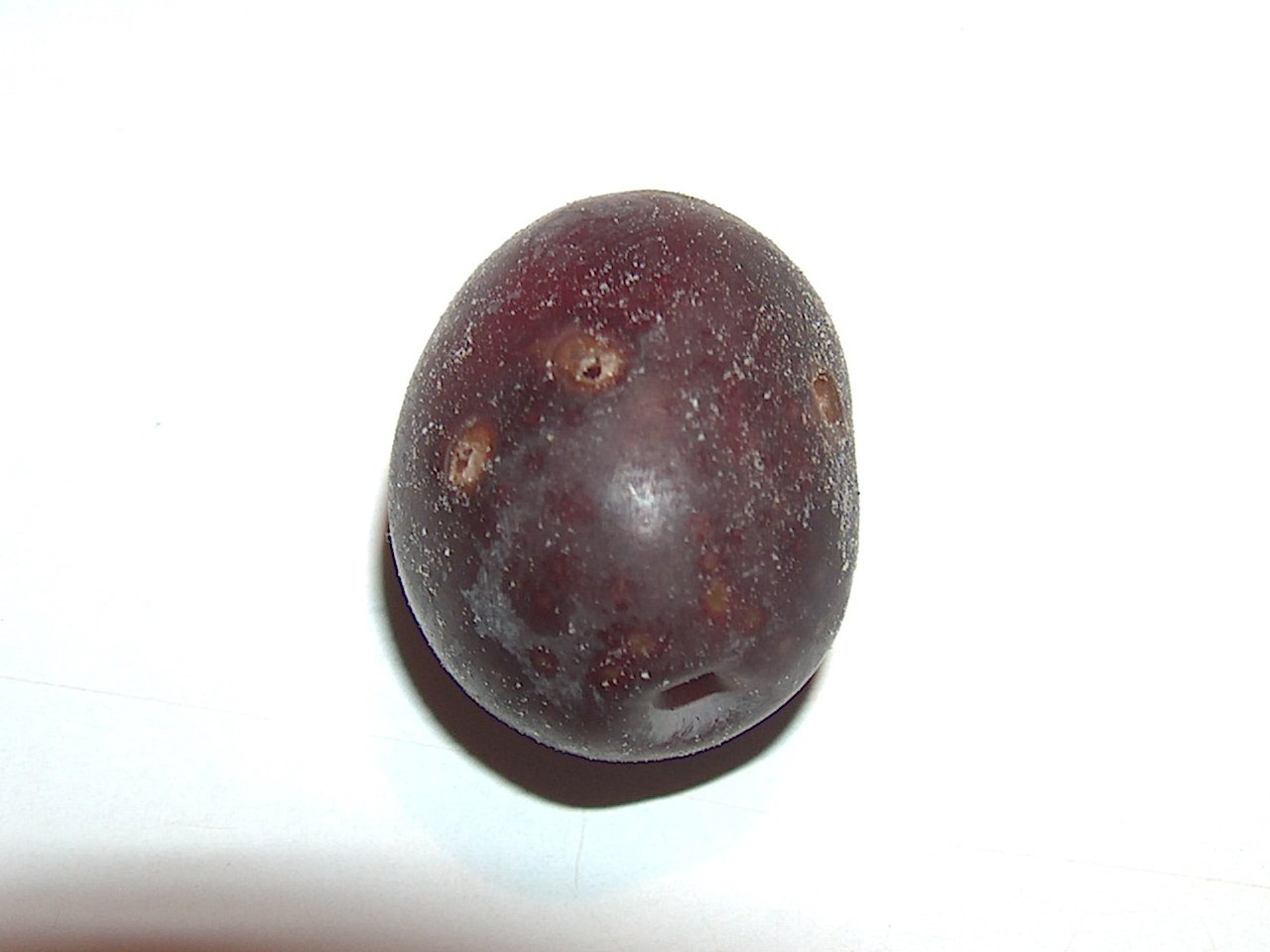
Daños en fruto.

Los daños causado por la mosca del olivo son de dos tipos; cuantitativos y cualitativos.
Respecto a los daños cuantitativos, los daños son causados por las larvas de segundo y sobre todo de tercer estadio y consisten en que estas consumen una parte importante de la pulpa de la aceituna lo cual reduce el rendimiento en aceite. Una parte de la producción se pierde debido a que los frutos atacados caen prematuramente del árbol. En las aceitunas destinadas a aceite los daños causados por las picaduras de puesta y las larvas de primer estadio no se ha visto que sean de consideración. En la aceitunas de mesa las picaduras de puesta sí deprecian la producción.
En el aspecto cualitativo sí hay que considerar que las aceitunas con alta incidencia de esta plaga producen un aceite de peor calidad que las sanas sobre todo si son larvas de tercer estadio. El aceite obtenido de estas aceitunas atacadas puede tener una acidez (expresada en ácido oléico, de entre el 2% al 10% según el porcentaje de infectación, y también son aceites con una menor capacidad de conservación ya que presentan un índice de peróxidos más elevado. Debido a los ataques de la mosca también se producen daños cualitativos de forma secundaria, ya que en los restos que la larva va dejando dentro del fruto, se desarrollan hongos que deterioran la calidad del aceite obtenido. Este deterioro secundario de la calidad es más evidente en los aceites obtenidos de aceitunas atacadas recogidas del suelo o que se hayan almacenado varios días antes de la molienda en la almazara.

### Fauna auxiliar
Son pocos los antagonistas naturales de la mosca del olivo y todavía no han logrado alcanzar un papel importante en los programas de manejo integrado de plagas. Se ha comprobado que algunos de estos enemigos naturales de la mosca pueden contener sus ataques cuando las poblaciones de ella son bajas, pero tienen más problemas cuando son altas ya que su capacidad reproductiva es mayor que la de sus enemigos naturales. La mayoría de los enemigos naturales de la mosca del olivo que tienen un papel importante en su contra son parasitoides.
- Hymenoptera Ichneumonoidea
  - Opius concolor (Braconidae). Endoparasitoide de diversos dípteros tefrítidos, entre ellos B. oleae. En la naturaleza se encuentra en el continente africano, después de su descubrimiento en 1910 fue introducido en muchas otras regiones, tiene problemas de adaptación a los climas mediterráneos. Para su multiplicación se usa como huésped de sustitución las larvas de Ceratitis capitata por ser más fáciles de criar.

- Hymenoptera Chalcidoidea
  - Pnigalio mediterraneus (Eulophidae. Uno de los parasitoides de larvas de mosca del olivo más activos. Si bien es de alimentación generalizada (polífago), sus generaciones de verano se suelen producir sobre la mosca del olivo.
  - Eupelmus urozonus (Eupelmidae). Otro ectoparásito polífago asociado al olivo y que completa dos o tres generaciones en verano sobre larvas de B. oleae. A final del otoño se desarrolla sobre otros tefrítidos asociados a Dittrichia viscosa. Puede ser criado utilizando como huésped de sustitución las larvas de Ceratitis capitata. Tiene una alta actividad como hiperparásito de otros parasitoides de la mosca del olivo.
  - Eurytoma martellii (Eurytomidae). Es un ectoparásito de las larvas de B. oleae, no se tiene mucha información de su biología. Puede ser uno de los antagonistas de la mosca del olivo más frecuente.
  - Cyrtoptyx latipes (Pteromalidae). Ectoparásito de larvas de B. oleae. Es un enemigo natural más escaso y raro de encontrar.

- Diptera
  - Lasioptera berlesiana (Cecidomyiidae). Predador oófago (come los huevos) de diversos insectos entre ellos B. oleae. Esta especie contribuye en gran medida a controlar las primeras puestas veraniegas de la mosca del olivo.

### Control

#### Lucha química
La lucha química puede realizarse mediante tratamientos curativos contra las larvas o preventivos contra los adultos.
Los tratamientos curativos se realizan tratando los olivos con insecticidas autorizados en este cultivo. Estos tratamientos se pueden hacer según el criterio de los "tratamientos a calendario" o por el de la "producción integrada".
Tratamiento a calendario. Se realizan tratamientos preventivos periódicos en los momentos en que las infestaciones suelen ser mayores en la zona (Desde el pleno verano en las zonas de mayor incidencia o desde final de septiembre en las zonas de menor incidencia). Los tratamientos se suelen realizar con un intervalo de días que depende del producto insecticida utilizado. El principal aspecto negativo de esta forma de tratamientos es que se pueden realizar aplicaciones inútiles ya que no se tiene en cuenta las características de cada año.
Control integrado de plagas. Se interviene solamente cuando se supera un umbral de tratamiento. Este umbral puede ser determinado siguiendo la evolución de las poblaciones mediante el conteo de moscas adultas que caigan semanalmente en trampas de monitoreo puestas al efecto o haciendo un conteo en los frutos del árbol determinando el porcentaje de frutos picados y con larvas presentes en su interior. Para que el sistema de trampas de control sea efectivo es importante que los umbrales de tratamiento hayan sido bien determinados por la experimentación previa ya que este puede variar según el tipo de trampa utilizada o la climatología. En el norte de Cerdeña tienen establecidos unos umbrales de tratamiento para las variedades de aceite a partir de diez adultos caídos por semana en la trampa en verano, en otoño el umbral sube hasta los 30 adultos por semana. El sistema de conteo de frutos infestados es más fiable. En este caso el umbral de tratamiento se establece a partir de un 10 o 15% de frutos atacados para las variedades de aceite y el 5% para las de mesa. Los muestreos de aceitunas se efectúan semanalmente sobre una amplia superficie de la finca en aceitunas situadas aproximadamente a la altura de una persona. De las aceitunas recogidas, se separan unas 100 o 200 sobre las que se comprueba la presencia de larvas de primer y segundo estadios y aceitunas no atacadas. La eventual presencia de agujeros de salida de larvas del tercer estadio y de pupas no se contabilizan ya que el daño ya está hecho y el tratamiento de esas formas ya será inútil.
El tratamiento preventivo se realiza pulverizando todo o parte del árbol con una proteína junto con un insecticida. El principio de este sistema se basa en que las moscas son atraídas por las proteínas, ya que su dieta de sustancias azucaradas es pobre en estas proteínas, al comerlas junto con el insecticida, mueren. Se suele utilizar una proteína hidrolizada como atrayente junto con el insecticida, se puede tratar todo el árbol, o hacer una aplicación de parcheo, que consiste en solo tratar la zona del árbol orientada al mediodía que es por donde más pululan las moscas. El umbral de tratamiento para este tipo de aplicaciones esta en unos 2 o 3 adultos por trampa y semana. 
Los tratamientos preventivos tienen la ventaja de ser más económicos y tener un menor impacto ambiental. El problema es que no siempre se han manifestado eficaces estos tratamientos. Este tipo de tratamientos suele ser en época de baja incidencia de mosca, como es en verano. En otoño normalmente hay que recurrir a los tratamientos larvicidas.
se buscan tratamientos preventivos que sean compatibles con la lucha integrada y con las prácticas de la agricultura ecológica, alguna de las últimas investigaciones, parecen demostrar que los tratamientos con productos cúpricos tienen cierto efecto sobre el control de esta mosca. Ya que por lo visto disminuye la población de algunas bacterias presentes en las aceitunas y que son unos simbiontes de las larvas de mosca que desarrollan cierto papel en el aparato digestivo de las larvas, sin estas bacterias, las larvas no desarrollan bien. Las moscas adultas parecen detectar la ausencia de estas bacterias y prefieren otras aceitunas no tratadas para hacer sus puestas.
Otro producto que parece tener una buena acción contra este insecto es el caolín que al dar una coloración blanquecina a los frutos, altera la percepción de los adultos de mosca y dificulta su oviposición.

#### Lucha biológica e integrada

Fórmula del principal componente de la feromona sexual de la mosca del olivo.

En cuanto al control biológico, hasta el momento se han realizado ensayos en el ámbito de la experimentación con Opius concolor, por el momento los resultados no son definitivos sobre todo por su elevado coste. Recientemente se han hecho ensayos de control de esta plaga con Bacillus thuringiensis, pero en este caso ha mostrado una eficacia limitada, principalmente debido a la dificultad de que alcance a la larva dentro de la aceituna.
Más eficaz se ha mostrado la adopción de la lucha integrada en cuanto aprovecha el control natural debido a los agentes climáticos y a los enemigos naturales. Ocasionalmente la lucha integrada puede ser complementada con la introducción de parasitoides. Los principales criterios a seguir en la lucha integrada son:
- Uso de variedades menos receptivas a la mosca.
- Adelanto de la recolección, en particular en las variedades sensibles a sus ataques.
- Uso de insecticidas de bajo impacto ambiental. En particular se excluyen los insecticidas de amplio espectro sobre todo en los tratamientos larvicidas ya que son nocivos para la entomofauna útil.
- Realizar los tratamientos solo cuando se superen los umbrales de población establecidos.
- Tratamientos preventivos con proteínas hidrolizadas e insecticidas.
- Tratamientos preventivos con repelentes cúpricos (caldo bordelés, hidróxido cúprico, oxicloruro de cobre).
- Eliminación de todas las aceitunas del árbol para prevenir focos de infestación en primavera.
- Seguimiento de las condiciones climatológicas.
- Utilización de los métodos de lucha biotecnológica.

#### Lucha biotecnológica

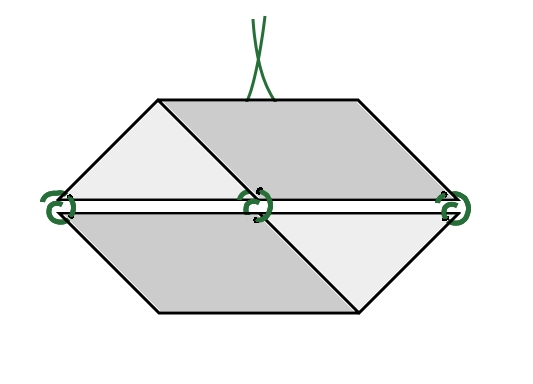
Trampa de campana bidireccional, que con feromonas sirve para el monitoreao de esta mosca.

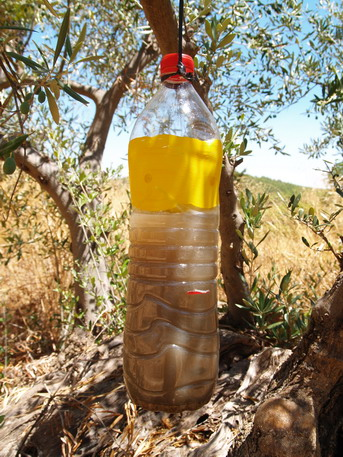
Trampa olipe cebada con fosfato biamónico y con banda amarilla pintada.

Actualmente la lucha biotecnológica se usa principalmente a nivel experimental en fincas piloto, o como complemento de la lucha integrada mediante el uso de trampas que según la función se dividen en dos tipos:
- Trampas de monitoreo: se instalan para realizar un seguimiento y determinar cuando se superan los umbrales de tratamiento. Su densidad depende del tipo de trampa y del atrayente utilizado. Suelen ser de plástico y con una placa engomada donde las moscas quedan adheridas.
- Trampas para captura masiva: se instalan para capturar el mayor número posible de adultos de modo que las poblaciones se mantengan por debajo del umbral de tratamiento. Su densidad debe ser elevada (una trampas por árbol con atractivo sexual y/o alimenticio).

La captura o trampeo masivo da buenos resultados cuando se realiza a gran escala sobre una superficie considerable. Si se realiza en superficies pequeñas, los resultados no son buenos. 

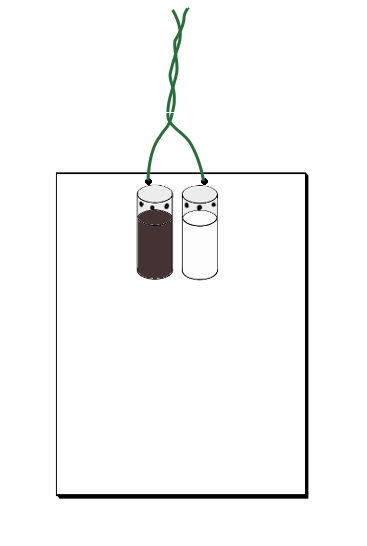
Trampa quimiotrópica para monitoreo, se ceba con atrayente alimentario: está formada por una hoja de vitroresina (15x20 cm) transparente o de color neutro, con una proteína hidrolizada y una sal de amonio.

Los atrayentes utilizados en las trampas son de tres tipos:
- Color. Es el atractivo utilizado en las trampas cromotrópicas. Los adultos de la mosca del olivo son atraídos por el color amarillo. Ya que el color amarillo no es selectivo y atrae también a muchos otros insectos, solo debe ser usado en el seguimiento de poblaciones.
- Feromonas. La feromona sintética (1,7-dioxaspiro-5,5-undecano o espiroacetato) es una reproducción del componente principal de la feromona sexual natural que emite la hembra para atraer al macho. Debido a su selectividad en ideal para su uso en capturas masivas, aunque si solo se usa la feromona como atrayente, los resultados no son demasiado buenos: la feromona es muy volátil y después de tres o cuatro semanas su poder atrayente disminuye.
- Atrayentes alimentarios. Son sustancias nitrogenadas volátiles que atraen a las moscas que intentan completar su dieta con este tipo de sustancias. Como atrayente alimentarios se pueden utilizar proteínas hidrolizadas y sales amoniacales. La ventaja de estos atrayentes es que su capacidad de atracción está ligada a las condiciones ambientales (temperatura y humedad relativa). Los mejores resultados se dan combinado una proteína hidrolizada con una sal amoniacal en la misma trampa, o combinando un atrayente alimentario con la feromona.